# Équipe du Brésil de football à la Coupe du monde 1974
Le Brésil participe à sa 10e Coupe du monde. La sélection est battue au second tour par les Pays-Bas, puis perd le match pour la troisième place face à la Pologne et termine 4e, tout comme l'Uruguay en 1954 et l'Allemagne fédérale en 1958.

## Qualification
Le Brésil est qualifié d'office en tant que champion du monde en titre.

## La liste des joueurs retenus par le sélectionneur

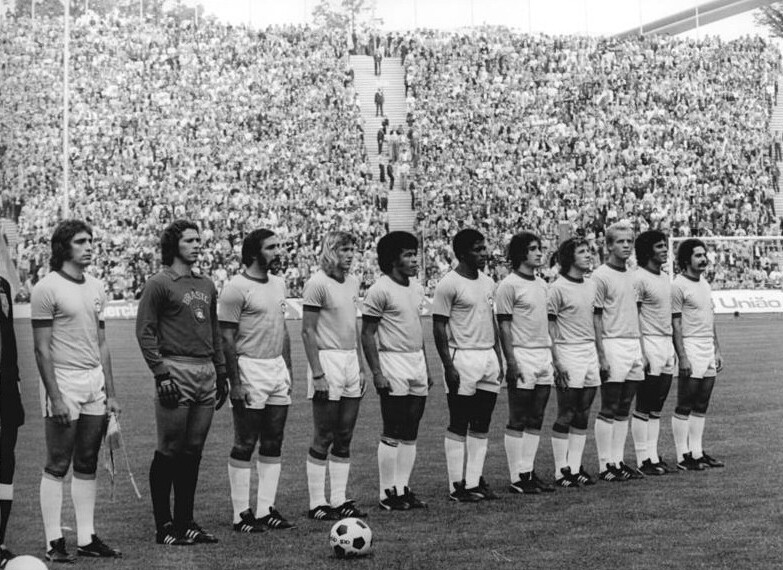
Equipe du Brésil contre la Pologne en match pour la troisième place.

## Phase finale

### Premier tour

#### Groupe 2
Le champion du monde sortant brésilien est tenu en échec par la Yougoslavie lors du match d'ouverture, tandis que l'Écosse bat le néophyte africain qu'est le Zaïre. Ensuite, les Slaves battent sèchement les Africains 9-0 et le Brésil concède un nouveau nul 0-0 contre les Britanniques. La Yougoslavie fait match nul contre l'Écosse, et le Brésil bat le Zaïre. Résultat : Yougoslaves, Brésiliens et Écossais sont tous trois à 4 points. C'est la différence de buts qui les départagent, et spécialement le score réalisé par chacune des trois équipes contre le Zaïre, lequel n'a marqué aucun but et en a encaissé 14 en trois matchs. La Yougoslavie se classe première avec +9, tandis que le Brésil devance de justesse (+3 à +2) l'Écosse pour la deuxième place qualificative.

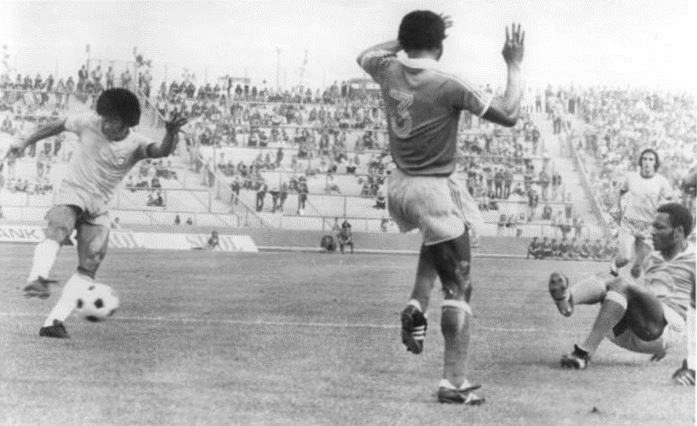
Frappe du Brésilien Jairzinho pendant la rencontre Zaïre-Brésil

| Rang | Équipe      | Pts | J | G | N | P | Bp | Bc | Diff |
| ---- | ----------- | --- | - | - | - | - | -- | -- | ---- |
| 1    | Yougoslavie | 4   | 3 | 1 | 2 | 0 | 10 | 1  | +9   |
| 2    | Brésil      | 4   | 3 | 1 | 2 | 0 | 3  | 0  | +3   |
| 3    | Écosse      | 4   | 3 | 1 | 2 | 0 | 3  | 1  | +2   |
| 4    | Zaïre       | 0   | 3 | 0 | 0 | 3 | 0  | 14 | -14  |

| Match | Date         | Équipe 1    | Résultat | Équipe 2    |
| ----- | ------------ | ----------- | -------- | ----------- |
| 3     | 13 juin 1974 | Brésil      | 0-0      | Yougoslavie |
| 4     | 14 juin 1974 | Zaïre       | 0-2      | Écosse      |
| 11    | 18 juin 1974 | Yougoslavie | 9-0      | Zaïre       |
| 12    | 18 juin 1974 | Écosse      | 0-0      | Brésil      |
| 19    | 22 juin 1974 | Écosse      | 1-1      | Yougoslavie |
| 20    | 22 juin 1974 | Zaïre       | 0-3      | Brésil      |

### Deuxième tour

#### Groupe A
Les Pays-Bas terminent premiers et se qualifient pour la finale en battant tous leurs adversaires, et spécialement le Brésil lors de la dernière journée, match qui faisait office de demi-finale. Le Brésil, qui avait gagné ses deux autres matchs, doit se contenter de disputer la petite finale.

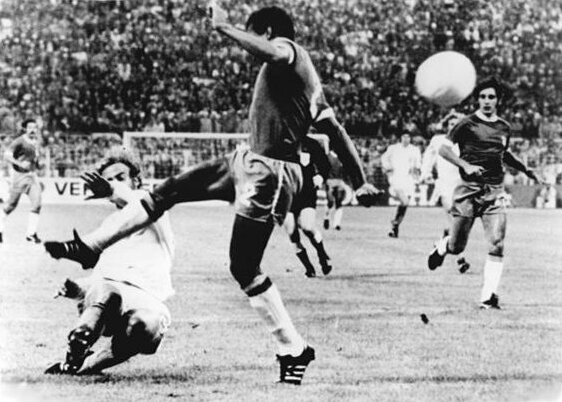
Johan Neeskens devance Luís Pereira et ouvre le score pour les Pays-Bas face au Brésil.

| Rang | Équipe             | Pts | J | G | N | P | Bp | Bc | Diff |
| ---- | ------------------ | --- | - | - | - | - | -- | -- | ---- |
| 1    | Pays-Bas           | 6   | 3 | 3 | 0 | 0 | 8  | 0  | +8   |
| 2    | Brésil             | 4   | 3 | 2 | 0 | 1 | 3  | 3  | 0    |
| 3    | Allemagne de l'Est | 1   | 3 | 0 | 1 | 2 | 1  | 4  | -3   |
| 4    | Argentine          | 1   | 3 | 0 | 1 | 2 | 2  | 7  | -5   |

| Match | Date           | Équipe 1           | Résultat | Équipe 2           |
| ----- | -------------- | ------------------ | -------- | ------------------ |
| 25    | 26 juin 1974   | Brésil             | 1-0      | Allemagne de l'Est |
| 26    | 26 juin 1974   | Pays-Bas           | 4-0      | Argentine          |
| 29    | 30 juin 1974   | Allemagne de l'Est | 0-2      | Pays-Bas           |
| 30    | 30 juin 1974   | Argentine          | 1-2      | Brésil             |
| 33    | 3 juillet 1974 | Argentine          | 1-1      | Allemagne de l'Est |
| 34    | 3 juillet 1974 | Pays-Bas           | 2-0      | Brésil             |

### Match pour la troisième place
Les Polonais arrachent la troisième place face aux champions sortants brésiliens par un but du meilleur buteur du tournoi, Grzegorz Lato.

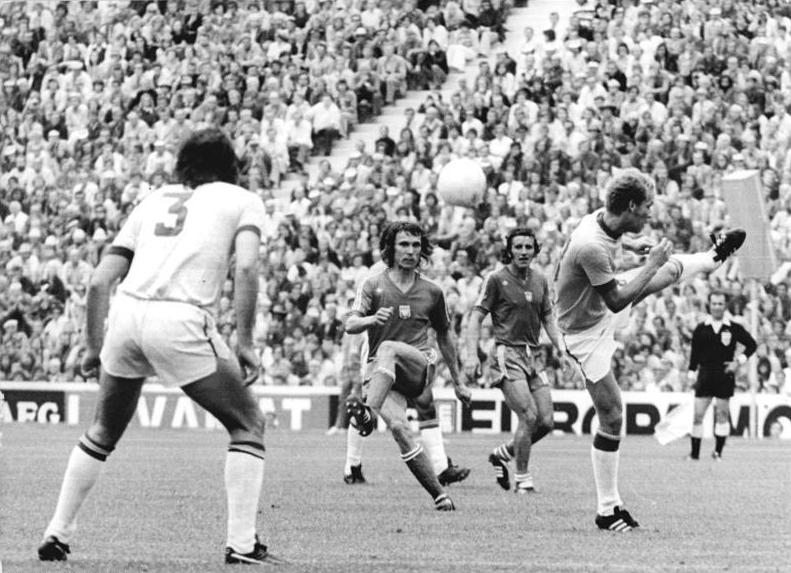
Scène du match Brésil-Pologne avec de gauche à droite Marinho Peres, Henryk Kasperczak, Adam Musiał et Ademir da Guia

| 6 juillet 1974                    | Brésil    | 0 - 1   | Pologne  | Olympiastadion, Munich                            |                                                   |
| 16:00 · Historique des rencontres |           | (0 - 0) | Lato 76e | Spectateurs : 74 100 Arbitrage : Aurelio Angonese | Spectateurs : 74 100 Arbitrage : Aurelio Angonese |
| 16:00 · Historique des rencontres | (Rapport) |         |          | Spectateurs : 74 100 Arbitrage : Aurelio Angonese | Spectateurs : 74 100 Arbitrage : Aurelio Angonese |